# Monte Lugano
Il monte Lugano (danese: Lugano Bjerg) è un monte della Groenlandia nella Terra di Re Cristiano X; è alto 2194 m ed è situato nel Gletscherland. Si trova a 72°48′N 27°27′W; appartiene al Parco nazionale della Groenlandia nordorientale, quindi non fa parte di nessun comune.